# Laccophilus mahakamensis
Laccophilus mahakamensis là một loài bọ cánh cứng trong họ Bọ nước. Loài này được Balke, Mazzoldi & Hendrich miêu tả khoa học năm 1998.